# Государственная инспекция по контролю за использованием объектов недвижимости Москвы
Государственная инспекция по контролю за использованием объектов недвижимости Москвы (Госинспекция по недвижимости) — орган исполнительной власти города Москвы, подведомственный правительству города, реализующий городскую политику по контролю за использованием объектов нежилого фонда и земель принадлежащих городу, защищает интересы Москвы в сфере имущественно-земельных отношений, выявляет случаи ненадлежащего использования объектов нежилого фонда и земельных участков.

## История
Госинспекция по недвижимости была образована указом Мэра Москвы Ю. Лужкова в 2006 году в результате слияния двух ведомств: Государственной городской инспекции по контролю за использованием объектов нежилого фонда города и Государственной земельной инспекции города Москвы при Департаменте земельных ресурсов. В советское время функции надзора за муниципальным недвижимым имуществом выполнялись Управлением Исполкома Моссовета по учёту и контролю за распределением жилой площади и нежилых помещений. После событий 1991 года городская власть по данным вопросам перешла к комиссии Моссовета по земельной политике, а с роспуском Моссовета — к соответствующим департаментам в структуре Правительства Москвы.

## Деятельность
Госинспекция по недвижимости регулярно проводит по различным районам Москвы рейды по выявлению незаконного использования земельных участков, захламления территорий, нарушений при размещении сезонных летних кафе, установки незаконных ограждений и ограничения доступа на земельные участки общего пользования, самозахвата территории. Годовой план проверок формируется в том числе на основе предложений, представленных департаментом городского имущества Москвы, префектурами и другими органами исполнительной власти. По состоянию на 2010 год больше всего проверок приходилось на Центральный АО Москвы.
В феврале 2016 года с т. н. «ночи длинных ковшей» началась реализация программы по сносу самовольно возведенных построек; по этому поводу инспекция регулярно попадает в новостные сводки СМИ, вызывая как одобрительные, так и отрицательные отзывы о своей деятельности. На данный момент принято и выполнено пять списков по сносу зданий, демонтировано свыше 380 объектов самовольного строительства, расположенных на инженерных коммуникациях, улично-дорожной сети и территориях с особым режимом использования территорий. Власти утверждают, что уже в третьем списке на снос процент добровольного демонтажа самостроя превысил 90 %. В выявлении незаконных построек, по утверждению начальника инспекции, задействованы в том числе и высокие технологии, в частности, аэрофотосъемка, космосъемка и квадрокоптеры, сравнение параметров здания в ретроспективе. В процессе проведения программы по сносу количество нарушений при использовании нежилого фонда города снизилось на 72 %, а число нарушений в парках и на особо охраняемых природных территориях — на 36,7 %.
На 2018 год планируется проведение более чем семи тысяч проверок по определению вида фактического использования объектов недвижимости.
В 2020 году Госинспекция по недвижимости стала опекуном одного из жителей Московского Зоопарка: западносибирского филина. "В качестве подопечного филин выбран неслучайно: традиционно ему приписывают мудрость, зоркость и бдительность. Именно такими качествами обладают сотрудники нашего ведомства», — рассказал начальник ведомства Владислав Овчинский.

## Критика
Госинспекция по недвижимости подвергается критике за выборочность в контроле за правоправным использованием земель. Программа по сносу самостроя, и, в частности, «ночь длинных ковшей» вызывают протестный общественный резонанс и судебные иски, в том числе и в ЕСПЧ.